# Derrick Griffin
Derrick Griffin (Rosenberg, Texas, 3 de septiembre de 1993) es un baloncestista estadounidense.

## Trayectoria deportiva

### Universidad
Griffin asistió a la Universidad del Sur de Texas, donde jugó baloncesto y fútbol americano. En 2013, en su época de high school, fue elegido como el tercer mejor wide receiver de todo el país, y llegó a comprometerse con la Universidad de Miami, pero finalmente no fructificó debido a problemas académicos. En su primera temporada en el equipo de fútbol, lideró la Southwestern Athletic Conference en capturas de touchdown, con 11, y fue incluido en el mejor quinteto de la conferencia. En ese momento, cambió de deporte y se decantó por el baloncesto, y en su primera temporada en el equipo promedió 13,3 puntos, 11,0 rebotes y 2,2 tapones por partido, siendo el único jugador de la SWAC en promediar un doble-doble.
Estableció el récord de la conferencia de doble-dobles consecutivos, con 12, y el de más en una única temporada, con 17. Al término de la misma fue elegido Jugador del Año de la SWAC, además de mejor debutante y mejor defensor.
En septiembre de 2016, fue despedido del equipo de fútbol americano. Jugó ese año en trece partidos de baloncesto, en los que promedió 11,3 puntos y 10,9 rebotes, pero acabó presentándose al Draft de la NFL, donde no fue elegido, aunque posteriormente firmaría con los Minnesota Vikings, que lo descartaron antes del comienzo de la temporada.

### Profesional
Tras no ser elegido en el Draft de la NBA de 2017, no fue hasta septiembre de 2018 cuando firmó contrato con los South Bay Lakers de la G League, la liga de desarrollo de la NBA.